# Годеболд II
Годеболд II фон Хенеберг (на немски: Godebold II Graf von Henneberg; Gottwald III von Henneberg, * ок. 1065/пр. 1079, † 1143; 6 февруари 1144) е граф на Хенеберг и бургграф на Вюрцбург от род Дом Хенеберг.

## Биография
Той е син на граф Popo I фон Хенеберг († 7 август 1078), убит в битката при Мелрихщат в Бавария, бургграф на Вюрцбург, и на Хилдегард фон Шауенбург от Тюрингия († 1104), дъщеря на Лудвиг Брадати. Той поема службата на бургграф на Вюрцбург от своя вероятно без синове останалият му чичо Годеболд I
Чрез женитбата си за Лиутгард фон Хоенберг той получава фогтайството на манастир Лорш.
Годеболд II основава през 1144 г. манастир Весра в Тюрингия. През 1138 г. църквата е осветена от епископ Ото фон Бамберг (наричан Апостол на Померания).

## Фамилия
Годеболд II е женен за Лиутгард фон Хоенберг († 3 юни 1145), дъщеря на граф Бертхолд I фон Хоенберг „Стари" († 1110) и Лиутгард N.N. († 1110). Те имат децата:
- Гебхард фон Хенеберг (1122 – 1159), от 1150 г. епископ на Вюрцбург
- Попо IV (II) († 1155 или 1156), граф на Хенеберг и бургграф на Вюрцбург, женен за Ирмгард фон Щаде († сл. 1151)
- Гюнтер фон Хенеберг († 1161), от 1146 г. епископ на Шпайер
- Бертхолд I († 1159), женен за Берта фон Путелендорф († 1190)
- Конрад I († сл. 1137), господар на Бикенбах, женен за Майнлиндис фон Катценелнбоген († сл. 1156), дъщеря на граф Хайнрих I фон Катценелнбоген
- Хилдегард (* 1106 във Вюрцбург; † 24 февруари), омъжена за граф Хайнрих II фон Катценелнбоген († ок. 1160)